# Frédéric Monneyron
Frédéric Monneyron, né le 25 mars 1954 dans le 17e arrondissement de Paris, est un universitaire et écrivain français d'origine suisse.

## Biographie
Adolescent, Frédéric Monneyron a résidé en Angleterre et en Suède, puis, adulte, en Afrique noire, au Maroc et aux États-Unis. Il vit actuellement à Montpellier, France.

### Enseignant
Docteur d’État en science politique (thèse d'état: Les Neutres et l'intégration européenne, Montpellier I, 1984) et docteur d’État ès lettres et sciences humaines (thèse d'État: L'Imaginaire androgyne, Paris IV-Sorbonne, 1986), il a mené une carrière universitaire internationale (Université d'Abidjan, Université de Marrakech, Université de Californie entre 1980 et 1988 et Université de Floride en 1993-1994) et française (Université de Bourgogne et Université Stendhal de Grenoble entre 1988 et 1998).

### Chercheur
Ses travaux de recherche s’inscrivent dans le cadre d’une sociologie de l’imaginaire, inspirée par Gilbert Durand. Ils se sont donné pour objet d’étude d'une part la sexualité et les relations entre les sexes ainsi que les représentations sociales du corps véhiculés par le vêtement, la mode, le luxe et la photographie de mode. D'autre part, ils se sont développés autour de l’Europe, des États-Unis, de l’idée de nation et de l’idée de race. Il est l’auteur de plus d’une trentaine d’essais traduits en plusieurs langues et il a dirigé une quinzaine de volumes collectifs dont cinq issus des décades qu'il a organisées au Centre international de Cerisy-La-Salle[source secondaire souhaitée].
Les travaux de recherche académique de Frédéric Monneyron font objet de vulgarisation. D'une part, il collabore régulièrement, sur des sujets de société comme la mode, le luxe, la sexualité et la séduction, à des magazines (chroniques pour le Journal des femmes et Atlantico), à des émissions de radio, et de télévision ou encore avec des musées,. D'autre part, il est régulièrement consulté par des journalistes et / ou cité dans les articles de presse abordant les sujets qui font partie de ses champs de recherche (Le Monde, Paris Match, La Dépêche, Le Parisien, Madame Figaro...).
Il est expert auprès de la Commission européenne (direction de la recherche).

### Activités littéraires
Frédéric Monneyron est également romancier et nouvelliste.

### Essais
- L'Androgyne romantique. Du mythe au mythe littéraire (Grenoble, ELLUG, 1994  (ISBN 2 902709 88 9) ; rééd. 2009)
- L'androgyne décadent : mythe, figure, fantasmes, Grenoble, Éditions littéraires et linguistiques de l'Université de Grenoble (ELLUG), 1996, 180 p. (ISBN 2-902709-94-3, présentation en ligne).
- L'Écriture de la jalousie (Grenoble, ELLUG, 1996  (ISBN 2 84310 003 8) présentation en ligne
- Bisexualité et littérature. Autour de D. H. Lawrence et Virginia Woolf, (Paris, L'Harmattan, 1998  (ISBN 2-7384-6363-0)
- Séduire, l’imaginaire de la séduction de Don Giovanni à Mick Jagger (Paris, PUF, 1997  (ISBN 2 13 0481108) ; rééd. 2000; réédition sous le titre: Séduire, l'imaginaire du séducteur de Don Giovanni à Mick Jagger, Paris, Imago, 2016  (ISBN 978-2-84952-865-5)
- La Nation aujourd'hui. Formes et mythes (Paris, L'Harmattan, 2000  (ISBN 2-7384-9850-7))
- La Frivolité essentielle. Du vêtement et de la mode (Paris, PUF, 2001  (ISBN 2 13 051653 X) ; rééd. Poche Quadrige, 2008, puis 2014)
- Mythes et littérature (Paris, PUF, 2002  (ISBN 2 13 053036 2); rééd. 2012, avec Joël Thomas)
- L'Imaginaire racial (Paris, L'Harmattan, 2004  (ISBN 2-7475-6846-6))
- La Mode et ses enjeux (Paris, Klincksieck, 2005  (ISBN 2-252-03533-1) ; rééd. 2010)
- L'Automobile. Un imaginaire contemporain (Paris, Imago, 2006  (ISBN 2-84952-030-6); avec Joël Thomas)
- La Sociologie de la mode (Paris, PUF, 2006  (ISBN 2 13 055517 9); rééd. 2010, puis 2013, 2015, 2017, 2019, 2021, traductions japonaise, italienne et espagnole) Lire en ligne
- Sociologie de l'imaginaire, avec Patrick Legros, Patrick Tacussel et Jean-Bruno Renard (Paris, Armand Colin, coll. Cursus, 2006  (ISBN 2-200-26663-4))
- Le Monde hippie. De l'imaginaire psychédélique à la révolution informatique (Paris, Imago, 2008  (ISBN 978-2-84952-061-1), avec Martine Xiberras)
- La photographie de mode. Un art souverain, Paris, PUF, coll. « Perspectives critiques », 2010, 240 p. (ISBN 978-2-13-057874-1, présentation en ligne)
- Au cœur des États-Unis. Mythes, imaginaires et fictions (Paris, Michel Houdiard Éditeur, 2011  (ISBN 978-2-35692-064-5)
- L'Idée de race. Histoire d'une fiction (Paris, Berg International, 2012  (ISBN 978-2-917191-48-4), avec Gérard Siary)
- Vanity. Mode/Fotografie aus der Sammlung F.C. Gunlach (Wien, Kunsthalle für Moderne Kunst, Stiftung F.C. Gundlach, 2012  (ISBN 3869842709), mit Synne Genzmer)
- La Séduction (UPPR, 2015, puis 2016  (ISBN 978-2-37168-023-4))
- La Mode (UPPR, 2015, puis 2016  (ISBN 978-2-37168-022-7))
- Le Luxe (UPPR, 2015  (ISBN 978-2-37168-033-3))
- L'Imaginaire du luxe (Paris, Imago, 2015, avec Patrick Mathieu  (ISBN 2849528528))
- Mythe et nation (UPPR, 2017  (ISBN 978-2-37168-236-8))
- Des sexes et des genres (UPPR, 2019  (ISBN 978-2-37168-264-1))
- Mythe et race (Entremises, 2021  (ISBN 978-2-38255-068-7))
- De la beauté (Entremises, 2022  (ISBN 978-2-38255-026-7))
- Nations, races, sexes. Pérennité et changement de mythes (Bruxelles, EME, 2022  (ISBN 978-2-8066-3762-8))
- Fashion, A Theory (OpenCulture, 2025  (ISBN 979-1043111778))
- De la célébrité (SHS Editions, 2025 (ISBN-13: 979-1043111808))

Ouvrages sous sa direction :
- L'Androgyne dans la littérature (Paris, Albin-Michel, 1990  (ISBN 2-226-04018-8))
- Misogynies (Paris, Deux Temps/Tierce, 1993  (ISBN 2-903144-87-7))
- La Jalousie (Paris, L'Harmattan, 1996  (ISBN 2-7384-4293-5))
- Le Masculin, Identité, fictions, dissémination (Paris, L'Harmattan, 1998  (ISBN 2-7384-7017-3))
- Le Vêtement (Paris, L'Harmattan, 2001  (ISBN 2-7475-1740-3))
- Vêtement et littérature (PUP, 2001  (ISBN 2-908912-89-9))
- L'Entre-deux de la mode (Paris, L'Harmattan/Bergamo University Press, 2004  (ISBN 2-7475-6789-3))
- Automobile et littérature (PUP, 2005  (ISBN 2-914518-65-X))
- La France dans le regard des États-Unis/France as Seen by the United States (PUP/PUPV, 2007  (ISBN 2-914518-92-7))
- Métaphysique de la mode (Paris/Bruxelles, Éditions du Cercle d'art, 2008  (ISBN 9782702208663))
- Des mythes politiques (Paris, Imago, 2010  (ISBN 978-2-84952-087-1))
- Sport et imaginaire (PULM, 2013  (ISBN 978-2-36781-032-4))

Préfaces :
- Hela Ouardi (dir), L'Androgyne en littérature (Simpact, 2009  (ISBN 978-2-915611-38-0))
- Michel Dion et Mariette Julien, Éthique de la mode féminine (PUF, 2010  (ISBN 978-2-13-057815-4))
- Gilbert Durand, Chaque âge à ses plaisirs (Entremises, 2023  (ISBN 978-2-37168-343-3))

### Fiction
- Sans nom et autres nouvelles (Paris, L'Harmattan, 1999  (ISBN 2-7384-7291-5))
- Dossier diplomatique (Paris, Michel de Maule, 2014  (ISBN 978-2-87623-557-1))
- Le Voyage d'un séducteur (CSIPP, 2018  (ISBN 9781719433273))
- Le Nihiliste (Paris, Sydney Laurent, 2019  (ISBN 979-10-326-1549-2))
- Après le désir (KDP, 2019  (ISBN 9781089064442))
- Une vie de piscines (Entremises, 2023  (ISBN 978-2382550922))
- Helter Skelter... (Culturea, 2024  (ISBN 9791041989997))

### Traductions
- A. K. Coomaraswamy, La Philosophie chrétienne et orientale de l’art (Pardès, 1990  (ISBN 2-86714-076-5))
- Edith Wharton, Voyage au Maroc (Paris/Monaco, Ed. du Rocher, 1996  (ISBN 2-268-02220-X); rééd. Paris, Gallimard-L'Etrangère, 1998, puis Paris, Gallimard-L’imaginaire, 2001)
- P.G. Wodehouse, Courtes histoires de green (Paris, Michel de Maule, 2011  (ISBN 978-2-87623-281-5))
- T.D. Allman, La Floride, cœur révélateur des États-Unis (Paris, Classiques Garnier, 2019  (ISBN 978-2-406-08078-7))